# Mame-Diarra Niang
Mame-Diarra Niang, née en 1982 à Lyon, est une photographe et plasticienne française.

## Biographie
Mame-Diarra Niang nait en 1982 à Lyon et est la fille d'un père sénégalais et d'une mère métisse franco-ivoirienne. Elle vit et travaille à Paris.

## Carrière artistique
Photographe et plasticienne autodidacte, Mame-Diarra Niang représentée par la galerie sud-africaine Stevenson. À travers ses œuvres, elle explore les thèmes de l'oubli, de la mémoire et de la représentation. Elle utilise notamment le procédé du flou cinétique pour réaliser ses portraits.
Le premier livre d'artiste de Mame-Diarra Niang, intitulé The Citadel: a trilogy, a été publié en 2022 par Mack Publishers. Cette édition en trois volumes explore sa connexion personnelle et analytique avec le lieu,.

## Reconnaissance
En 2023, Mame-Diarra Niang figure parmi les 38 femmes du parcours « Elles X Paris Photo » qui marque l'événement Paris Photo 2023. Son travail est présenté lors d'une exposition collective sous la voûte du Grand Palais éphémère. En 2024, l'artiste présente l'exposition Remember to Forget à la Fondation Henri Cartier-Bresson. Il s'agit de la première monographie française de Mame-Diarra Niang. À travers ses séries, l’artiste recentre le corps noir, qu’elle libère des récits occidentaux qui l’ont longtemps enfermé,. Certaines de ses œuvres sont exposées au MoMa.

## Expositions

### Expositions solo
- At the Wall, Stevenson, Johannesburg, Afrique du Sud, 2014.
- Black Hole, Stevenson, Johannesburg, Afrique du Sud, 2017[8].
- Call Me When You Get There, Le Cap, Afrique du Sud, 2020[9].
- The Citadel : a trilogy | Call me when you get there, Galerie Lume, São Paulo, Brésil, 2021.
- Léthé, Galerie Rhe, Stevenson, Amsterdam, Pays-Bas, 2021[10].
- Sama Guent Guii, Stevenson, Johannesburg, Afrique du Sud, 2022[11].
- Remenber to Forget, Fondation Henri Cartier-Bresson, du 9 octobre 2024 au 5 janvier 2025[4],[6].